# Siphocampylus brevidens
Siphocampylus brevidens là loài thực vật có hoa trong họ Hoa chuông. Loài này được Regel miêu tả khoa học đầu tiên năm 1868.